# Pachs del Panadés
Pachs del Panadés (oficialmente en catalán: Pacs del Penedès) es un municipio de Cataluña, España. Perteneciente a la provincia de Barcelona, en la comarca del Alto Panadés. Según datos de 2017 su población era de 902 habitantes.

## Historia
Aparece citado en documentos de 990 como perteneciente al término de Olérdola. En 1013 pertenecía a Gombau de Bessora. El castillo de Pachs aparece citado en 1066. En 1359 el señor del castillo era Ramón de Barberá, aunque parte del territorio pertenecía al monasterio de Santes Creus.
Pachs del Panadés celebra su fiesta mayor en el mes de agosto.
La población se distribuye en diferentes barrios: La Agrícola, Rectoría, Pla de Cavalls, El Salinar y La Serra.

## Demografía
Cuenta con una población de 935 habitantes (INE 2024).
| Gráfica de evolución demográfica de Pacs del Penedès entre 1842 y 2021 |
| |
| En estos censos se denominaba Pachs: 1842, 1857, 1860, 1877, 1887, 1897, 1900, 1910, 1920, 1930, 1940, 1950, 1960, 1970 y 1981 Población de derecho según los censos de población del INE. Población de hecho según los censos de población del INE. |

## Cultura
La iglesia parroquial está dedicada a San Genis y fue construida en el siglo XVII. es un edificio de nace única cubierta con bóveda de crucería. La portalada está decorada con columnas y con diversas figuras. Tiene anejo un campanario de base cuadrada.

## Economía
La principal actividad económica es la agricultura, destacando el cultivo de la viña. Existen diversas empresas dedicadas a la producción de vino y cava.